# Grand Theft Auto IV
Grand Theft Auto IV (zkráceně GTA IV) je jedenáctý díl herní série Grand Theft Auto, vyvinutý firmou Rockstar Games pro herní konzole Xbox 360, PlayStation 3 a PC. GTA IV používá engine RAGE (Rockstar Advanced Game Engine) a fyzikální engine Euphoria od společnosti NaturalMotion. Děj hry se odehrává ve fiktivním městě Liberty City, které je založeno na současném New Yorku. V průběhu hraní lze naladit několik rádií, například Vladivostok, kterému coby moderátorka propůjčila svůj hlas ukrajinská zpěvačka Ruslana.

## Vydání
Grand Theft Auto IV bylo od začátku vyvíjeno pro konzole nové generace – Xbox 360 a PlayStation 3. Jako datum vydání pro tyto konzole byl původně oznámen 16. říjen 2007, ale v srpnu 2007 vývojářská společnost Rockstar Games oznámila odložení hry. Hra nakonec byla vydána 29. dubna 2008. PC verze byla vydána 2. prosince 2008 v USA a 3. prosince 2008 v Evropě.

## Engine
Grand Theft Auto IV používá jiný engine než předchozí díly série. Jde o engine RAGE (Rockstar's Advanced Game Engine), který poháněl například hru Table Tennis (také z dílny Rockstar Games). RAGE spolupracuje s fyzikálním enginem Euphoria od NaturalMotion, který zajistil mnohem realističtější fyziku a pohyby ve hře.

## Popis hry

### Příběh
Niko Bellic je 30letý chudý válečný veterán plný nenávisti a s nečistým svědomím [zdroj?]. Pochází ze Srbska v jižní Evropě. Po všech hrůzách, které za jugoslávské války prožil už nevěří na normální život. Přijíždí do Ameriky, do města Liberty City jako přistěhovalec, nejen proto, aby utekl od své minulosti a našel lepší život, ale hlavně se pomstít člověku, který za války zradil jeho přátele. Do Liberty City ho také přivedla touha žít „Americký sen“ jako Roman Bellic, Nikův bratranec, který mu v E-mailech psal o svém skvělém životě plném holek, peněz a sportovních aut. Později se ukáže, že Roman Nikovi lhal a potřebuje pomoct. Jediná věc v jeho životě je alkohol a gamblerství. Je zadlužen a mafie si na něj brousí zuby. Niko se do této situace zaplete. Nezbude mu tedy nic jiného, než Romanovi pomoci a tvrdě si tento „Americký sen“ vypracovat. Během Nikovy cesty zločineckým podsvětím bude pracovat pro zlodějíčky, vrahy, vymahače, zkorumpované úředníky a časem i pro ty největší mafiánské rodiny celého Liberty City. Získá spoustu přátel i spoustu nepřátel. Nikovi nezbude nic jiného než přežít.

### Místo
Grand Theft Auto IV se odehrává v roce 2008 v Liberty City, jehož předobrazem je New York. Liberty City zabírá asi 3/4 rozlohy San Andreas, ale výškově je mnohem členitější, například díky mrakodrapům. Skládá se ze čtyř čtvrtí – Broker (Brooklyn), Algonquin (Manhattan), Dukes (Queens) a Bohan (Bronx). Každá ulice v Liberty City má svoje jméno. Navíc je součástí Liberty City čtvrť Alderney (část New Jersey). Rockstar Games předělal i jména některých budov a památek – například budova MetLife se ve hře jmenuje Getalife, Socha Svobody je Socha Štěstí a podobně.
Otevřený svět nabízí různé minihry – například kulečník. Dále je možné hrát bowling, šipky, herní automaty, chodit na různé Show, opět možnost navštívit striptýzový bar, zajít do baru se opít a nakonec je možné zajít na jídlo podobně jako v Grand Theft Auto: San Andreas. Ve hře je spousta interaktivních objektů. Hráč se může například nechat vyvést na mrakodrap plošinou na mytí oken. 

### Mobilní telefon
Mobilní telefon má v GTA IV mnohem větší význam než dříve. Niko ho má pořád u sebe a může ho moci využít i jako organizér, foťák, domluvit si pomocí něj schůzku či misi nebo ho využijete k cheatům/podvádění (některé z nich mohou blokovat získávání trofejí). Jediný ohlášený mobilní operátor ve hře ponese jméno Whiz Mobile. V singleplayeru lze na mobil stáhnout z internetu ve hře schémata či vyzvánění.

### Přátelé
Během hry je možné si získávat kamarády, kteří Nikovi, když s nimi bude ve styku, přinesou různé výhody. Bratranec Roman nabídne taxi službu zdarma, přítel Little Jacob umožní Nikovi nakoupit levně zbraně, Brucie vás vezme do své helikoptéry, se kterou můžete libovolně létat po městě. Dwayne vám může poslat posily a Patrick McReary vám může přinést bombu. Zastřelíte-li v misi „Blood Brothers“ Derricka McRearyho, přeživší bratr Francis McReary bude mít pro hráče speciální výhodu, která pomáhá při policejní honičce strhnout 3 hvězdy hledanosti. 
Mikhaila Faustina ve hře dabuje český herec Karel Roden.

## Přídavné epizody
První stahovatelná zpoplatněná epizoda nesoucí název GTA IV: The Lost and the Damned vyšla v únoru 2009 exkluzivně pro herní konzoli Xbox 360. Tuto epizodu je možno zakoupit za 1600 MS Points na Xbox Live Marketplace a zabírá cca 1,8 GB místa na pevném disku konzole.
Hlavní hrdina přídavku se jmenuje Johnny Klebitz. Jedná se o člena motorkářského gangu The Lost.
Příběh přídavku se mimo jiné několikrát protíná s příběhem základní hry.
Epizoda přidává do hry novou hudbu, nové módy hry pro více hráčů, 6 nových zbraní a nová vozidla.
Druhá epizoda „The Ballad of gay Tony“ vyšla 22. října 2009. Datadisk vyšel s BALLAD, nebo si ji koupíte jako „Episodes From Liberty City“, což znamená, že obsahuje oba dva tituly a nemusíte mít původní GTA: IV.
Hlavní postava 2. titulu je Luis Fernando Lopez, který je osobní strážce a obchodní partner Tonyho Prince, který je nejznámějším gayem v Liberty City.
Pro PlayStation 3 tyto příběhy vyšly jako fyzická kopie hry Grand Theft Auto: Episodes From Liberty City 16. dubna 2010. A v Evropě 29. října téhož roku 2010, všechny příběhy na jednom disku Grand Theft Auto IV & Episodes From Liberty City (The Complete Edition).

## Trailery
První trailer s podtitulem „Things Will Be Different“ vyšel o půlnoci z 29. na 30. března 2007. Druhý vyšel 28. června 2007 a měl podtitul „Looking For That Special Someone“. Třetí trailer, pojmenovaný „Move up, ladies“, byl vydán 6. prosince 2007. Dne 27. března 2008 vyšel z dílen Rockstar Games čtvrtý a zároveň poslední trailer s názvem „Good lord, what are you doing?“ aka „Everyone's a rat“. Ani jeden z trailerů neukazoval záběry přímo z hraní („gameplay“ záběry).